# 인자 (대수기하학)
대수기하학에서 인자(因子, 영어: divisor) 또는 베유 인자(Weil因子, 영어: Weil divisor)는 여차원이 1인 부분 대수다양체들의 정수 계수 형식적 선형 결합이다. 특별한 경우, 이를 함수의 영점 또는 특이점으로 여겨 이에 카르티에 인자 및 가역층을 대응시킬 수 있다.

## 정의
국소 뇌터 정역 스킴 {\displaystyle X}의 소인자(素因子, 영어: prime divisor) {\displaystyle Z\subset X}는 다음 조건을 만족시키는 {\displaystyle X}의 닫힌 부분 스킴이다.:130
- 정역 스킴이다.
- 여차원이 1이다. 즉, {\displaystyle Z}의 일반점이 {\displaystyle z\in Z}라고 하면, 줄기 {\displaystyle {\mathcal {O}}_{X,z}}의 크룰 차원이 1차원이다.

이는 가환환의 높이가 1인 소 아이디얼의 개념의 일반화이다.
{\displaystyle X}의 소인자들의 집합을 {\displaystyle \operatorname {PrimeDiv} (X)}라고 하자. 그렇다면, 다음과 같은 아벨 군의 직접곱을 생각하자.
{\displaystyle \mathbb {Z} ^{\times \operatorname {PrimeDiv} (X)}}
(이는 자유 아벨 군보다 더 큰 군이다.) 그 원소 {\displaystyle \textstyle \sum _{Z\in \operatorname {PrimeDiv} (X)}n_{Z}Z} 가운데 다음 조건을 만족시키는 것을 베유 인자라고 한다.
- (국소 유한성) 임의의 {\displaystyle x\in X}에 대하여, 집합 {\displaystyle \{Z\in \operatorname {PrimeDiv} (X)\colon n_{Z}\neq 0,\;U\cap Z\neq \varnothing \}}이 유한 집합이 되는 근방 {\displaystyle U\ni x}가 존재한다.

베유 인자들은 {\displaystyle \mathbb {Z} ^{\times \operatorname {PrimeDiv} (X)}}의 부분군을 이루며, 이를 {\displaystyle X}의 베유 인자군(Weil因子群, 영어: Weil divisor group) {\displaystyle \operatorname {Div} (X)}라고 한다.
물론, 만약 {\displaystyle X}가 유한한 열린 덮개를 갖는다면, 베유 인자군은 이는 {\displaystyle X}의 소인자들로 생성되는 자유 아벨 군과 같다. 특히, 만약 {\displaystyle X}가 뇌터 스킴일 경우 이 조건이 성립한다.:130–136

### 효과적 인자
국소 뇌터 정역 스킴 {\displaystyle X}의 효과적 베유 인자(效果的Weil因子, 영어: effective Weil divisor)는 모든 계수가 음이 아닌 정수인 베유 인자이다. 이는 덧셈에 대하여 모노이드를 이룬다.

### 정규 스킴의 베유 인자 유군
뇌터 정역 스킴 {\displaystyle (X,{\mathcal {O}}_{X})}가 다음 조건을 만족시킨다고 하자.
- (여차원 1에서의 정칙성) 임의의 소인자 {\displaystyle Z\subseteq X}의 일반점 {\displaystyle x}에 대하여, 구조층의 줄기 {\displaystyle {\mathcal {O}}_{X,x}}는 정칙 국소환이다. ({\displaystyle {\mathcal {O}}_{X,x}}의 크룰 차원이 1이며, 1차원 정칙 국소환일 조건은 이산 값매김환일 조건과 동치이므로 대신 이산 값매김환을 사용해도 관계없다.)

이는 정칙 스킴의 조건을 여차원 1에 대하여 제한시킨 것이다. 즉, 만약 {\displaystyle X}가 정역 정칙 스킴이라면 위 조건이 성립한다.
{\displaystyle X}의 유리 함수체
{\displaystyle \Gamma (X,{\mathcal {K}}_{X})=\operatorname {Frac} \Gamma (X,{\mathcal {O}}_{X})}
를 생각하자. 임의의 유리 함수 {\displaystyle f\in \Gamma (X,{\mathcal {K}}_{X})}에 대응하는 베유 주인자(Weil主因子, 영어: Weil principal divisor)는 다음과 같은 베유 인자이다.
{\displaystyle (f)=\sum _{Y\in \operatorname {PrimeDiv} X}\operatorname {val} _{Y}(f)Y\in \operatorname {Div} (X)}
여기서 기호는 다음과 같다.
- {\displaystyle \textstyle \sum _{Y\in \operatorname {PrimeDiv} X}}는 {\displaystyle X}의 모든 소인자들에 대한 합이다. (오직 유한 개의 항만이 0이 아님을 보일 수 있다.)
- 소인자 {\displaystyle Y}의 일반점 {\displaystyle y\in X}에서의 줄기 {\displaystyle {\mathcal {O}}_{X,y}}는 이산 값매김환을 이루며, {\displaystyle \operatorname {val} _{Y}\colon \operatorname {\Gamma } (X,{\mathcal {K}}_{X})\to \mathbb {Z} }는 {\displaystyle {\mathcal {O}}_{X,y}}의 이산 값매김이다.

그렇다면, 유리 함수를 그 주인자에 대응시키는 함수
{\displaystyle \Gamma (X,{\mathcal {K}}_{X})\to \operatorname {Div} (X)}
는 두 아벨 군 사이의 군 준동형을 이룬다. 그 여핵을 베유 인자 유군(Weil因子類群, 영어: divisor class group)이라고 한다. 즉, 다음과 같은 아벨 군의 완전열이 존재한다.
{\displaystyle \Gamma (X;{\mathcal {K}}_{X}^{\times })\to \operatorname {Div} (X)\to \operatorname {DivCl} (X)\to 0}

### 일반적 스킴의 베유 인자 유군
국소 뇌터 정역 스킴 {\displaystyle (X,{\mathcal {O}}_{X})}가 주어졌다고 하자. 임의의 유리 함수
{\displaystyle f\in \Gamma (X;{\mathcal {K}}_{X}^{\times })}
및 점 {\displaystyle x\in X}에 대하여, {\displaystyle f}의 {\displaystyle x}에서의 차수(영어: order) {\displaystyle \operatorname {ord} _{x}\colon \Gamma (X;{\mathcal {K}}_{X}^{\times })\to \mathbb {Z} }는 다음과 같은 군 준동형이다.
{\displaystyle \operatorname {ord} _{x}\colon K^{\times }\to \mathbb {Z} }
{\displaystyle \operatorname {ord} _{x}(a/b)=\operatorname {length} _{{\mathcal {O}}_{X,x}}(\Gamma (X;{\mathcal {O}}_{X})/(a))-\operatorname {length} _{{\mathcal {O}}_{X,x}}(\Gamma (X;{\mathcal {O}}_{X})/(a))\qquad \forall a,b\in \Gamma (X;{\mathcal {O}}_{X})\setminus \{0\}}
여기거 {\displaystyle \operatorname {length} }는 가군의 길이를 뜻한다.
유리 함수 {\displaystyle f\in \Gamma (X;{\mathcal {K}}_{X}^{\times })}에 대응하는 주인자는 다음과 같다.
{\displaystyle (f)=\sum _{Z}\operatorname {ord} _{z}(f)}
여기서 {\displaystyle z}는 {\displaystyle Z}의 일반점이다. 이는 군 준동형
{\displaystyle \Gamma (X;{\mathcal {K}}_{X}^{\times })\to \operatorname {Div} (X)}
을 정의하며, 그 여핵을 베유 인자 유군 {\displaystyle \operatorname {DivCl} (X)}이라고 한다. 즉, 다음과 같은 아벨 군의 완전열이 존재한다.
{\displaystyle \Gamma (X;{\mathcal {K}}_{X}^{\times })\to \operatorname {Div} (X)\to \operatorname {DivCl} (X)\to 0}

## 성질

### 카르티에 인자와의 관계
임의의 뇌터 분리 정규 스킴 {\displaystyle X}에 대하여, 카르티에 인자군에서 베유 인자군으로 가는 표준적인 단사 군 준동형이 존재한다.:142, Remark II.6.11.2
{\displaystyle \operatorname {CaDiv} (X)\to \operatorname {Div} (X)}
이에 따라, 카르티에 인자군은 베유 인자군의 부분군이며, 이 부분군은 구체적으로 다음 조건을 만족시키는 베유 인자 {\displaystyle D}로 구성된다.:142, Remark II.6.11.2
- {\displaystyle X}의 충분히 섬세한 열린 덮개 {\displaystyle \{U_{i}\}_{i\in I}}에 대하여, {\displaystyle D|_{U_{i}}}는 {\displaystyle U_{i}}의 베유 주인자이다.

즉, 카르티에 인자는 국소적으로 베유 주인자가 되는 베유 인자이다. 이 준동형이 동형을 이룰 필요 충분 조건은 {\displaystyle X}의 구조층의 모든 줄기가 유일 인수 분해 정역인 것이다. 특히, 비특이 대수다양체의 경우에는 카르티에 인자군과 베유 인자군이 서로 동형이다.
구체적으로, 주어진 카르티에 인자에 대응하는 베유 인자는 다음과 같다.:141, Proposition 6.11
{\displaystyle X}가 정역 스킴이므로, 그 유리 함수층은 어떤 체 {\displaystyle K}에 대한 상수층이다.
{\displaystyle {\mathcal {K}}_{X}\cong {\underline {K}}}
{\displaystyle {\mathcal {K}}_{X}^{\times }\cong {\underline {K^{\times }}}}
{\displaystyle X} 위의 모든 베유 소인자 {\displaystyle Y\subset X}에 대하여, 그 일반점에서의 줄기 {\displaystyle {\mathcal {O}}_{Y,X}}는 이산 값매김환이며, 그 값매김을
{\displaystyle \operatorname {val} _{Y}\colon {\mathcal {K}}_{Y,X}^{\times }/{\mathcal {O}}_{Y,X}^{\times }\to \mathbb {Z} }
라고 하자. 또한, {\displaystyle {\mathcal {K}}_{X}^{\times }}의 모든 단면군이 {\displaystyle K^{\times }}가 될 정도로 섬세한 {\displaystyle X}의 열린 덮개 {\displaystyle \{U_{i}\}_{i\in I}}를 고르자.
{\displaystyle X=\bigcup _{i\in I}U_{i}}
{\displaystyle \Gamma (U_{i},{\mathcal {K}}_{X}^{\times })\cong K^{\times }}
{\displaystyle X}위의 카르티에 인자 {\displaystyle f\in \Gamma (X,{\mathcal {K}}_{X}^{\times }/{\mathcal {O}}_{X}^{\times })}
가 주어졌다고 하자.  그렇다면, 임의의 {\displaystyle i,j\in I}에 대하여, 만약 {\displaystyle Y\cap U_{i}\cap U_{j}\neq \varnothing }이라면 {\displaystyle \operatorname {val} _{Y}(f|_{U_{i}})=\operatorname {val} _{Y}(f|_{U_{j}})}이다. 그렇다면 다음과 같은 베유 인자를 정의할 수 있다.
{\displaystyle D_{f}=\sum _{Y\subset X}\operatorname {val} _{Y}(f|_{U_{i}})Y}
{\displaystyle X}가 뇌터 스킴이므로, 이 합은 유한하다.

### 함자성
다음이 주어졌다고 하자.
- 두 국소 뇌터 정역 스킴 {\displaystyle X}, {\displaystyle Y}. 또한, {\displaystyle X}가 자리스키 위상에서 콤팩트 공간이라고 하자.
- 스킴 사상 {\displaystyle f\colon X\to Y}
- {\displaystyle X}의 베유 소인자 {\displaystyle Z}

그렇다면, 닫힌 기약 부분 스킴 {\displaystyle {\overline {f(Z)}}\hookrightarrow Y}을 정의할 수 있다. 이는 일반적으로 베유 소인자가 아닐 수 있으며, 아닐 경우 이를 0으로 놓자.
{\displaystyle f_{*}\colon Z\mapsto {\begin{cases}{\overline {f(Z)}}&{\overline {f(Z)}}\in \operatorname {PrimeDiv} Y\\0&{\overline {f(Z)}}\not \in \operatorname {PrimeDiv} Y\end{cases}}}
이는 베유 인자군 사이의 군 준동형
{\displaystyle f_{*}\colon \operatorname {Div} X\to \operatorname {Div} Y}
을 정의한다. 이를 베유 인자의 밂(영어: pushforward)이라고 한다. (콤팩트성을 가정하지 않으면 밂의 상이 국소 유한성을 충족하지 못할 수 있다.)

## 예

### 카르티에 인자가 아닌 베유 인자
두 인자가 일치하지 않는 대표적인 경우는 하나의 특이점이 존재하는 이차 곡면 뿔 {\displaystyle \operatorname {Spec} \mathbb {C} [x,y,z]/(xy-z^{2})}이다.:142, Example 6.11.3 이 경우, {\displaystyle x}축
{\displaystyle \operatorname {Spec} \mathbb {C} [x,y,z]/((y)\cap (z))\subset \operatorname {Spec} \mathbb {C} [x,y,z]/(xy-z^{2})}
은 이차 뿔의 1차원 부분 다양체이므로, 베유 인자를 이룬다. 그러나 이는 국소 주인자가 아니므로, 카르티에 인자가 아니다.

### 리만 곡면에서의 인자
리만 곡면(1차원 복소수 비특이 대수다양체)의 경우에는 베유 인자와 카르티에 인자가 서로 일치하며, 곡면의 모든 점들로 생성되는 자유 아벨 군이다. 예를 들어, 리만 곡면 {\displaystyle \Sigma }에서 {\displaystyle z_{0}\in \Sigma }이라고 하자. 그렇다면 {\displaystyle nz_{0}} ({\displaystyle n\in \mathbb {Z} })는 (베유) 인자로 여길 수 있다. 카르티에 인자로는, 이를 (국소 복소좌표계에서 정의된) 함수 {\displaystyle z\mapsto (z-z_{0})^{n}}으로 정의한다.
보다 일반적으로, {\displaystyle M} 위에 정의된 유리형 함수 {\displaystyle f\colon M\to {\hat {\mathbb {C} }}}가 주어지면, 이에 대응하는 주인자 {\displaystyle (f)\in \operatorname {PDiv} (\Sigma )}를 정의할 수 있다. 이는 {\displaystyle f}의 극점들과 영점들의 선형 결합이며, 선형 결합에서 {\displaystyle n}차 영점({\displaystyle (z-z_{0})^{n}}의 꼴의 영점)의 계수는 {\displaystyle n}으로, {\displaystyle n}차 극점({\displaystyle (z-z_{0})^{-n}}의 꼴의 극점)의 계수는 {\displaystyle -n}으로 한다.
이 경우, 리만 곡면 {\displaystyle \Sigma }의 인자
{\displaystyle D=\sum _{x\in \Sigma }n_{x}x\qquad (|\{x\in \Sigma \colon n_{x}\neq 0\}|<\infty )}
에 대응하는 가역층(정칙 선다발) {\displaystyle {\mathcal {O}}(D)}의, (매끄러운 다양체 위상에서) 열린집합 {\displaystyle U}에서의 단면의 공간은 유리형 함수 {\displaystyle f\colon U\to {\hat {\mathbb {C} }}} 가운데, {\displaystyle |f|+D}가 효과적 인자인 것들로 구성된다. 다시 말해, 그 단면은 유리형 함수 가운데 {\displaystyle x\in U}에서, {\displaystyle n_{x}}차의 영점을 갖는 것이다. (음의 차수의 영점은 극점으로 간주한다.)
반대로, 가역층 {\displaystyle {\mathcal {L}}}이 주어졌으며, 이 가역층이 유한 개의 영점만을 갖는 대역적 단면
{\displaystyle s\in \Gamma (\Sigma {\mathcal {L}})}
{\displaystyle |\{z\in \Sigma \colon s|_{z}=0\}|<\infty }
을 갖는다면, 이에 대응되는 인자는
{\displaystyle D=\sum _{z\in \Sigma }\deg _{z}s}
가 된다. ({\displaystyle \deg _{z}s}는 {\displaystyle s}의 {\displaystyle z}에서의 영점의 차수이다.) 서로 다른 대역적 단면을 사용하였을 경우, 이는 일반적으로 서로 다른 인자를 정의하지만, 그 인자의 차는 항상 주인자이며, 이는 항상 같은 인자류를 정의한다.
리만 곡면 위의 모든 가역층은 유한 개의 영점을 갖는 대역적 단면을 갖은 가역층들과 이러한 가역층의 역원들의 텐서곱으로 표현될 수 있다. (다시 말해, 유효 인자의 가환 모노이드는 인자 유군 전체를 생성한다.) 또는, 이러한 대역적 단면을 갖지 않은 가역층의 경우, ‘유리형’ 단면의 개념을 도입하여, 유한 개의 극점과 영점을 갖는 유리형 단면으로써 그 인자를 정의할 수 있다.

### 크룰 정역에서의 인자
뇌터 크룰 정역 {\displaystyle D}의 스펙트럼 {\displaystyle X=\operatorname {Spec} D}를 생각하자. 이 경우, 다음과 같은 대응이 존재한다.
| 대수기하학                     | 수론 |
| ------------------------------ | --- |
| 베유 소인자                    | 높이 1의 소 아이디얼                                                                                            |
| 베유 인자의 아벨 군            | 인자 아이디얼의 아벨 군 {\displaystyle \operatorname {DivIdeal} (D)} (=높이 1의 소 아이디얼로 생성되는 아벨 군) |
| 베유 주인자                    | (가역) 주 분수 아이디얼의 아벨 군 {\displaystyle \operatorname {PrFracIdeal} (D)^{\times }}                     |
| 베유 인자 유군                 | {\displaystyle \operatorname {DivIdeal} (D)/\operatorname {PrFracIdeal} (D)^{\times }}                          |
| 카르티에 인자 유군 = 피카르 군 | 아이디얼 유군 {\displaystyle \operatorname {FracIdeal} (D)^{\times }/\operatorname {PrFracIdeal} (D)^{\times }} |

### 데데킨트 정역에서의 인자
데데킨트 정역은 크룰 차원이 1 이하인 크룰 정역이다. 이 경우 모든 소 아이디얼의 높이는 1 이하이므로, 인자 아이디얼과 가역 분수 아이디얼의 개념이 일치한다. 따라서, 이 경우 베유 인자 유군(=인자 아이디얼/가역 주 분수 아이디얼)과 피카르 군(=가역 분수 아이디얼/가역 주 분수 아이디얼)이 같다.
즉, 데데킨트 정역 {\displaystyle D}의 스펙트럼 {\displaystyle X=\operatorname {Spec} D}를 생각하자. 이 경우, 다음과 같은 대응이 존재한다.
| 대수기하학                       | 수론                                          |
| -------------------------------- | --------------------------------------------- |
| 유리 함수체 {\displaystyle K(X)} | 분수체 {\displaystyle \operatorname {Frac} D} |
| 소인자                           | 소 아이디얼                                   |
| 인자                             | 가역 분수 아이디얼                            |
| 주인자                           | (가역) 주 분수 아이디얼                       |
| 인자 유군 = 피카르 군            | 아이디얼 유군                                 |
| 인자 유군이 자명함               | 주 아이디얼 정역임                            |

구체적으로, 베유 소인자들은 {\displaystyle D}의 소 아이디얼들에 대응한다.
{\displaystyle \operatorname {Spec} D/{\mathfrak {p}}\hookrightarrow \operatorname {Spec} D}
데데킨트 정역에서는 아이디얼의 소인수 분해가 존재하므로, {\displaystyle D}의 아이디얼
{\displaystyle {\mathfrak {a}}=\prod _{i}{\mathfrak {p}}_{i}^{n_{i}}\qquad (n_{i}\geq 0)}
는 베유 효과적 인자
{\displaystyle \sum _{i}n_{i}\operatorname {Spec} (D/{\mathfrak {p}}_{i})}
와 대응한다. 이 경우, {\displaystyle D}의 임의의 베유 인자는 {\displaystyle D}의 인자 아이디얼
{\displaystyle {\mathfrak {a}}=\prod _{i}{\mathfrak {p}}_{i}^{n_{i}}\qquad (n_{i}\in \mathbb {Z} )}
에 대응한다.
{\displaystyle D}의 분수체의 원소 {\displaystyle a\in \operatorname {Frac} D}로 생성되는 주 분수 아이디얼 {\displaystyle Da}은 {\displaystyle \operatorname {Spec} D}의 베유 주인자에 대응한다. 따라서, {\displaystyle D}의 베유 인자 유군은 {\displaystyle D}의 아이디얼 유군과 같다.
예를 들어, 정수환의 스펙트럼 {\displaystyle \operatorname {Spec} \mathbb {Z} }에서, 베유 인자들은 양의 유리수와 일대일 대응하며, 이 경우 유리수
{\displaystyle \prod _{i}p_{i}^{n_{i}}\qquad (n_{i}\in \mathbb {Z} )}
는 베유 인자
{\displaystyle \sum _{i}n_{i}\operatorname {Spec} \mathbb {F} _{p_{i}}}
에 대응한다. 모든 인자 아이디얼을 어떤 유리수에 대응하는 주 분수 아이디얼로 나타낼 수 있으므로, 정수환의 베유 인자 유군은 자명하다. 즉, 정수환은 주 아이디얼 정역이다.
| 일반적 개념    | {\displaystyle \operatorname {Spec} \mathbb {Z} }의 경우 |
| -------------- | -------------------------------------------------------- |
| 베유 인자      | 양의 유리수                                              |
| 소인자         | 소수                                                     |
| 유효 베유 인자 | 양의 정수                                                |
| 베유 인자의 합 | 유리수의 곱셈                                            |
| 주인자         | 양의 유리수                                              |
| 베유 인자 유군 | 자명군                                                   |

## 역사
이름에서도 알 수 있듯, 인자의 개념은 수론에서 유래하였다. 인자의 개념의 역사는 레오폴트 크로네커의 인자 이론(독일어: Divisorentheorie)에서부터 시작되었다. 이는 오늘날 환론에서 쓰이는 리하르트 데데킨트의 아이디얼 이론을 일반화하는 이론이었다. 에른스트 쿠머는 크로네커의 이론을 추상화하여 데데킨트 정역의 인자 아이디얼의 개념을 도입하였다.
앙드레 베유는 데데킨트 정역의 인자 아이디얼의 개념을 대수다양체에 일반화하여, 베유 인자를 도입하였다.